# 알마 호도로프스키
알마 호도로프스키(Alma Jodorowsky, 1991년 9월 26일 ~ )는 프랑스의 배우, 가수, 모델이다. 칠레의 영화 감독인 알레한드로 호도로프스키의 손녀이다.

## 출연 작품
- 다모클레스 (2016)
- 키즈 인 러브 (2016)
- 줄라이 어거스트 (2015)
- 가장 따뜻한 색, 블루 (2013)